# Her Husband's Trademark
Her Husband's Trademark is een Amerikaanse dramafilm uit 1922 onder regie van Sam Wood.

## Verhaal
James Berkeley en Allan Franklyn zijn allebei verliefd op Louis Miller. Zij kiest voor James, omdat hij ambitieuze zakenman is. Vijftien jaar later heeft James niets van zijn ambities waargemaakt. Lois leidt intussen een luxueus leventje als een soort handelsmerk voor de ambities van haar man. Allan daarentegen is een succesvol ingenieur geworden. Hij nodigt James en Lois uit naar een olie-installatie in Mexico. Daar realiseert Lois zich dat ze in feite verliefd is op Allan.

## Rolverdeling
| Acteur             | Personage          |
| ------------------ | ------------------ |
| Gloria Swanson     | Lois Miller        |
| Richard Wayne      | Allan Franklyn     |
| Stuart Holmes      | James Berkeley     |
| Lucien Littlefield | Slithy Winters     |
| Charles Ogle       | Vader Berlekey     |
| Edythe Chapman     | Moeder Berkeley    |
| Clarence Burton    | Mexicaanse bandiet |
| James Neill        | Henry Strom        |